# Tilman Peak
Tilman Peak är en bergstopp i Kenya. Den ligger i den centrala delen av landet, 140 km norr om huvudstaden Nairobi. Toppen på Tilman Peak är 4 534 meter över havet.
Terrängen runt Tilman Peak är bergig söderut, men norrut är den kuperad.  Trakten runt Tilman Peak är nära nog obefolkad, med mindre än två invånare per kvadratkilometer. Det finns inga samhällen i närheten. Trakten runt Tilman Peak består i huvudsak av gräsmarker.